# Лінійне тестування на льоту
Ліні́йне тестува́ння на льоту́ (ЛТНЛ, англ. linear-on-the-fly testing, LOFT) — це один з методів проведення освітніх та професійних іспитів. До конкурентних методів належать традиційне лінійне тестування незмінного вигляду, та комп'ютеризоване адаптивне тестування. ЛТНЛ це компроміс між ними, у спробі зберегти еквівалентність набору завдань, які бачить кожен іспитник (що характерно для тестування незмінного вигляду), водночас зменшуючи виставляння (англ. exposure) завдань і підвищуючи безпеку тестування.
Подавання незмінного вигляду, з яким знайомі більшість людей, передбачає, що тестувальна організація визначає один або декілька незмінних наборів завдань, які надають разом. Наприклад, уявімо, що тест містить 100 завдань, і організація хоче мати два його вигляди. Публікують два вигляди, кожен з яких містить незмінний набір зі 100 завдань, деякі з яких повинні збігатися для забезпечення вирівнювання (англ. equating). Усім іспитникам, які складають тест, пропонують один із цих двох виглядів тесту.
Якщо цей іспит масовий, тобто його складає велика кількість іспитників, безпека тестування може опинитися під загрозою. Багато тестових завдань стануть добре відомими серед іспитників. Щоби компенсувати це, потрібно більше виглядів іспиту; якщо буде вісім виглядів, кожне завдання побачить не так багато іспитників.
ЛТНЛ доводить це до крайності й намагається побудувати унікальний іспит для кожного кандидата відповідно до заданих обмежень програми тестування. Замість публікувати незмінний набір завдань, великий банк завдань передають на комп'ютер, на якому іспитник складає іспит. Також передається комп'ютерна програма для псевдовипадкового вибирання завдань, щоби кожен іспитник отримав тест, еквівалентний за змістом та статистичними характеристиками, хоч він і складається з відмінного набору завдань. Це зазвичай роблять із використанням теорії відгуку завдання.